# Pallidepidosis pallida
Pallidepidosis pallida är en tvåvingeart som beskrevs av Boris Mamaev och Zaitzev 1996. Pallidepidosis pallida ingår i släktet Pallidepidosis och familjen gallmyggor. Inga underarter finns listade i Catalogue of Life.